# 瓦莲京娜·普希奇
瓦莲京娜·米哈伊利芙娜·普希奇（羅馬化：Valentyna Mykhailivna Pushych；？—2022年2月），乌克兰陆军中尉、军医。2022年俄罗斯入侵乌克兰，瓦莲京娜随军前往布罗瓦里抵御俄罗斯军队的侵略。2023年2月27日，瓦莲京娜为了抢救伤员战死殉国，身后被安葬在基辅森林公墓。